# Bumka graphica
Bumka graphica är en insektsart som beskrevs av Rauno E. Linnavuori och Al-ne'amy 1983. Bumka graphica ingår i släktet Bumka och familjen dvärgstritar. Inga underarter finns listade i Catalogue of Life.